# Lusignan Amalrik ciprusi régens
Lusignan Amalrik (1270./1272 – Nicosia, 1310. június 5.), franciául: Amaury de Chypre, görögül: Αμαλρίκ των Λουζινιάν. Ciprusi és jeruzsálemi királyi herceg, Türosz ura, a Jeruzsálemi Királyság bírája és hadsereg-főparancsnoka, Ciprus régense. II. Konstantin örmény király apja és V. Leó örmény király nagyapja, továbbá I. (II.) János és II. Henrik ciprusi és jeruzsálemi királyok öccse, valamint Lusignan Mária aragóniai királyné és Lusignan Margit örmény királyné bátyja. A második Lusignan-ház, a Lusignan-Poitiers-ház (Lusignan-Antiochiai-ház) tagja.

## Élete
Apja III. Hugó ciprusi és I. Hugó néven jeruzsálemi király, Poitiers-i Henrik antiochiai hercegnek és Lusignan Izabella ciprusi királyi hercegnőnek, I. (Lusignan) Hugó ciprusi király és Champagne-i Aliz jeruzsálemi királyi hercegnő ifjabb lányának a fia. Édesanyja Ibelin Izabella bejrúti úrnő.
Bátyja, II. (Lusignan) Henrik ciprusi és jeruzsálemi király 1288. szeptember 26-án kinevezte Amalrikot a Jeruzsálemi Királyság bírájává és hadsereg-főparancsnokává, és őt küldte Tripoli megsegítésére 1289. februárjában. I. Lúcia tripoliszi grófnő épp egy évnyi uralkodás után kénytelen volt átengedni grófságát Al-Manszúr Kaláún egyiptomi szultánnak 1289. április 26-án, és a trónfosztott uralkodónő Amalrikkal együtt Ciprusra menekült. 1291. elején nagynénje, Poitiers Margit antiochiai hercegnő átadta számára Türosz városát, de a vár 1291. májusában elesett, és végül 1291. május 18-án a főváros, Akkón egyiptomi elfoglalásával megszűnt a Jeruzsálemi Királyság.
1293. január 7-én vagy 1294. január 6-án feleségül vette Szaven-Pahlavuni Izabella örmény királyi hercegnőt, II. Leó (1236–1289) örmény királynak, I. Izabella és I. Hetum örmény királyok elsőszülött fiának és Küra Anna (–1285) lamproni úrnőnek a lányát.
Amalrik 1306. április 26-án elmozdította a ciprusi trónról a bátyját, II. Henriket, Ciprus királyát, és Amalrik régensként kormányozta Ciprust. Egyetlen lányát, a 12 éves Máriát 1305-ben vagy 1306-ban az ő és a felesége közös unokaöccséhez, III. Leó örmény királyhoz adta feleségül, de Mária királyné rövidesen megözvegyült, miután férjét 1307. november 7-én meggyilkolták. Mária még a szülei életében, 1309-ben meghalt. 1310. június 5-én Amalrik herceget meggyilkolták, és ezért 1311-ben özvegye, Izabella hercegnő a gyerekeivel örmény hazájába tért vissza.
A ciprusi trónöröklés szerint Türoszi Amalrik még életben maradt fiainak kellett volna örökölnie a trónt az elsőszülöttség rendjében, de Amalrik fiait száműzték Ciprusról, így nem foglalhatták el a ciprusi trónt, mely így 1324-ben, II. Henrik halála után Amalrik és II. Henrik elhunyt ifjabb öccsének, az idősebb Lusignan Guidónak a fiára, Lusignan Hugóra szállt, aki IV. Hugó néven lett Ciprus királya.
Az ő gyermekei a Lusignan-ház örmény ágát képviselték, harmadszülött fia, Guido II. Konstantin néven foglalta el az örmény trónt 1342-ben. Második és egyben utolsó király ebből az ágból II. Konstantin unokaöccse és Amalrik unokája, V. Leó volt.

## Gyermekei
- Feleségétől, Szaven-Pahlavuni Izabella (1276/77–1323) örmény királyi hercegnőtől, 6 gyermek:
  - Mária (Ágnes/Amiota) (1293/94–1309) ciprusi királyi hercegnő, férje III. Leó (1289–1307) örmény király, gyermekei nem születtek
  - Hugó (1293/94–1318/23) ciprusi királyi herceg, felesége Ibelin Échive (1270/75–1324 után), Saint-Nicolas úrnője, Gauthier de Dampierre-sur-Salon özvegye, Ibelin Fülöpnek, Ciprus hadsereg-főparancsnokának a lánya, nem születtek gyermekei
  - Henrik (1294/95–1322/23) ciprusi királyi herceg, nem nősült meg, gyermekei nem születtek
  - Guido (1297/1300–1344) ciprusi királyi herceg, II. Konstantin néven örmény király: (1342–1344), 1. felesége, Kantakuzéna N. (–1330/32) bizánci úrnő, nem születtek gyermekei, 2. felesége, Szürgiannaina Teodóra (1300 körül–1347/49) bizánci úrnő, 2 gyermek, többek között:
    - Lusignan Izabella (1333/1335–1387 után) örmény és ciprusi királyi hercegnő, férje Kantakuzénosz Mánuel (1326 körül–1380), Morea despotája, VI. (Kantakuzénosz) János bizánci császár fia

  - János (1306/07–1343) ciprusi királyi herceg, Örményország régense: (1341–1342), felesége N. N., 1 fiú+2 természetes fiú, többek között:
    - (Házasságon kívüli kapcsolatából): Lusignan Leó (1342–1393), V. Leó néven örmény király: (1374–1375), felesége Soissons Margit (1345/50–1379/1381) ciprusi úrnő, 1 leány+3 természetes fiú, többek között:
      - (Házasságából): Lusignan Mária (1374–1381) örmény királyi hercegnő

  - Bohemond (1307/09–1344) ciprusi királyi herceg, Korikosz ura, felesége Neghiri Eufémia (1326–1377/1381),[2] III. Konstantin örmény király húga, a házasságából nem születtek gyermekei, 1 természetes fiú:
    - (Házasságon kívüli kapcsolatából): Lusignan Bertalan (1344 előtt – 1374 után), Örményország régense: (1373–1374)